# Kościół św. Rocha w Starych Budkowicach
Kościół pod wezwaniem św. Rocha – rzymskokatolicki kościół parafialny znajdujący się przy ulicy Zagwiździańskiej 1 we wsi Stare Budkowice, położonej w województwie opolskim w powiecie opolskim w gminie Murów. Kościół należy do parafii św. Rocha w Starych Budkowicach w dekanacie Zagwiździe, diecezji opolskiej. Dnia 13 listopada 1959 roku, pod numerem 637/59, świątynia została wpisana do rejestru zabytków województwa opolskiego.

## Historia
Historia kościoła sięga początków XVIII wieku. Dokumenty z lat 1713–1715 mówią o istnieniu w Budkowicach drewnianej kaplicy (capella in Budkowitz lignea), a z lat 1719–1720 podkreślają, że kaplica jest nowa. Kościółek, zbudowany w 1713 roku po zarazie jaka wówczas nawiedziła okolicę, był niewielki i konstrukcji drewnianej, który po ponad stuletniej służbie mieszkańcom wsi, przestał wystarczać.
Początkowo kościół w Starych Budkowicach był filią parafii w pobliskiej wsi Jełowa, a od 1795 roku podniesiono jego rangę do tzw. lokalii, w której przebywał już kapelan-lokalista.
Dnia 15 grudnia 1827 roku erygowano samodzielną parafię, w skład której weszły obok Starych Budkowic nowo powstałe w II pół. XVIII wieku okoliczne kolonie: Nowe Budkowice z Morcinkiem, Dębiniec, Zagwiździe, Bukowo, Radomierowice, Kały, Młodnik, Kopiec, Grabice, Wojszyn i Murowski Młyn. Parafia należała do dekanatu siołkowickiego.
Istniejący do tej pory mały, drewniany kościółek nie mógł już w tej sytuacji wystarczyć. Mimo ogromnych problemów podjęto decyzję o budowie nowej świątyni. Budowa, do której swój finansowy wkład wniosły również władze państwowe (sprawujące formalny patronat nad kościołem), była prowadzona przez mistrza budowlanego z Opola o nazwisku Schwarz.
Kościół został zbudowany 1847 roku, a jego poświęcenie nastąpiło 11 listopada 1847 roku.
Stary drewniany kościółek został sprzedany 1850 r. parafii staroluterańskiej w Świerczowie, a następnie przeniesiony do miejscowości Głuszyna niedaleko Namysłowa (fakt ten nie ma potwierdzenia w jakichkolwiek dokumentach). W wydanej w 1939 r. pod redakcją Kurta Degena publikacji pt. "Die Bau und Kunstdenkmaler Kreis Namslau" znaleźć można jednak informację, że znajdujący się w Głuszynie kościół staroluterański pochodził ze Starych Budkowic, a na nowe miejsce trafił w roku 1851.

## Architektura kościoła
Kościół w Starych Budkowicach to budowla murowana z cegły, w neoromańskim stylu, orientowany, usytuowany na wzniesieniu w centrum miejscowości. Budynek posiada krótkie prezbiterium z wydzieloną półkolistą apsydą, przy którym znajdują się przybudówki, mieszczące zakrystię i składzik oraz loże na piętrze. Korpus kościoła jest halowy, 3-nawowy, 6-przęsłowy (przęsło zachodnie mieści chór muzyczny i wydzielone klatki schodowe w narożach). Ponad kościołem znajduje się nadbudowana wieża – w dolnej części kwadratowa, w górnej 8-boczna z kondygnacjami rozdzielonymi gzymsami i gzymsem na konsolach w zwieńczeniu. Na wieży znajduje się 8-boczna iglica podbita blachą. Dach dwuspadowy, o jednej kalenicy, kryty dachówką. Elewacje zewnętrzne są opięte lizenami. Na apsydzie fryz arkadowy. Przy korpusie, od strony południa, znajduje się portyk, nakryty dachem 2-spadowym, pod którym znajduje się półkoliście zamknięte wejście. W prezbiterium sklepienie jest kolebkowe na gurtach, a w apsydzie hemisferyczne, natomiast w korpusie strop jest płaski z podciągami wzdłużnymi, wspartymi na filarach, pomiędzy którymi znajdują się półkoliste arkady międzynawowe. W pozostałych pomieszczaniach znajdują się stropy. Otwór tęczy i okna są zamknięte półkoliście.

## Wnętrze i wyposażenie
W środku kościoła znajdują się m.in. 2 ołtarze boczne z ok. połowy XIX wieku, o charakterze barokowym, z kolumnami i przerwanymi przyczółkami. W lewym ołtarzu znajdują się obrazy Matki Boskiej Różańcowej z 1854 roku (pole główne) i współczesny Józefa z Nazaretu (w zwieńczeniu), natomiast w prawym obraz Ukrzyżowania z 1854 roku. W przekształconym ołtarzu głównym znajdują się obrazy z ok. połowy XIX wieku: św. Rocha (pole główne) i św. Sebastiana (w zwieńczeniu).
Dalsze zabytkowe wyposażenie kościoła to:
- ambona (ok. połowa XIX wieku),
- klasycystyczny prospekt organowy (ok. połowa XIX wieku),
- regencyjna płaskorzeźba z 2. ćwierci XVIII wieku, przedstawiającą scenę zaślubin Najświętszej Maryi Panny z Józefem,
- klasycystyczna puszka z 1793 roku.

W 1958 roku kościół został pomalowany i odnowiony.

## Organy
Zlecenie wybudowania organów tego kościoła otrzymała w styczniu 1998 r. Firma Gebr. Stockmann. Instrument zachował od strony frontowej m. in zabytkowy prospekt. Obudowa organów została wykonana  przez miejscowego mistrza stolarskiego
Dyspozycja instrumentu:
| Manuał I            | Manuał II        | Pedał            |
| ------------------- | ---------------- | ---------------- |
| 1. Principal 8'     | 1. Gedackt 8'    | 1. Subbass 16 '  |
| 2. Dolce 8'         | 2. Salicional 8' | 2. Oktavbas 8'   |
| 3. Oktave 4'        | 3. Blockflote 4' | 3. Gedecktbas 8' |
| 4. Schwiegel 2'     | 4. Quinte 2 2/3  | 4. Choralbas 4'  |
| 5. Mixtur 4f 1 1/3' | 5. Principal 2'  |                  |
| 6. Trompete 8'      | 6. Terz 1 1/3'   |                  |
|                     | 7. Zimbel 3f 1'  |                  |